# Decetia perdensata
Decetia perdensata är en fjärilsart som beskrevs av Walker 1862. Decetia perdensata ingår i släktet Decetia och familjen Uraniidae. Inga underarter finns listade i Catalogue of Life.